# Houthem (Brabant flamand)
 (novembre 2020).
Si vous disposez d'ouvrages ou d'articles de référence ou si vous connaissez des sites web de qualité traitant du thème abordé ici, merci de compléter l'article en donnant les références utiles à sa vérifiabilité et en les liant à la section « Notes et références ».
Pour les articles homonymes, voir Houthem.
Houtem (en néerlandais : Houtem) est un village de la commune belge de Vilvorde. Le village est situé au nord-est de la commune, juste à l'est de la Senne.

## Histoire
On dit que le nom du village vient de Hout et heim, ce qui indiquerait une origine à l'époque franque. Les trieux au centre du village le souligneraient également. Le nom Houthain apparaît dans les livres de prêt des ducs de Brabant.  On parle même de seigneurs de Houthain. Un exemple bien connu est celui de Daniël van Ranst.
L'abbaye de la Cambre à Ixelles a joué un rôle important dans l'histoire du village. L'abbaye a été fondée au début du XIIIe siècle et a rapidement acquis de vastes étendues de terres dans la région. Le prince Henri, le fils aîné du duc de Brabant, a fait don de 85 acres de bois à Sylva de Vilvordia à l'abbaye en 1230, où se trouve actuellement Houthem. Cela a été étendu à 112 acres par un don ultérieur. À la fin du XIIIe siècle, Houthem était l'une des sept grangiae que possédait l'abbaye à l'époque. Les terres ont été en grande partie louées pendant les siècles suivants; l'abbaye est restée un propriétaire important jusqu'à la fin de l'ancien régime. Dans un livre de cartes du XVIIIe siècle, Houthem peut être vu comme un petit noyau autour d'une chapelle dans une structure en forme triangulaire. Au sud se trouvaient des parcelles avec une alternance de champs et de bois. L'une des fermes était le Monnikhof. Le village est resté concentré sur l'agriculture et l'élevage pendant tout ce temps. À la fin du XVIIIe siècle, elle représentait environ un cinquième de la population totale de Vilvorde.
Augustin van Velpe, dit Éveraert, seigneur d'Opvelp, Neervelp, Maillart, Houthem, Wellebringen, est capitaine au service du roi d'Espagne et meurt en 1594. Il est le premier mari de Catherine de Tenremonde, (Famille de Tenremonde), dame du Jardin, du Sart, fille de Joachim de Tenremonde, seigneur du Gardin, de Bommale, et de Marguerite Mathy. Elle meurt en 1603 après s'être remariée.
En 1775, une nouvelle chapelle fut construite. Elle deviendra l'actuelle église Saint-Antoine. Dans un premier temps, le deuxième vicaire de l'église Notre-Dame de Vilvorde servait la chapelle. Sur les cartes Ferraris (1777) Houthem peut être considéré comme le hameau de Houthen. Il ne comptait que 35 maisons qui se trouvaient presque exclusivement sur la chaussée de Bruxelles. Trois fermes importantes étaient les fermes Monnickenhoff, Heenblock et Tersebrick.
En 1837, la fabrique d'église a repris la direction et un an plus tard, un presbytère a été construit pour un aumônier indépendant.
Le vieux village a conservé sa structure typique, bien que dans les années 1980, une nouvelle zone de logements sociaux ait été construite à l'est du centre du village, avec plus de 500 maisons. Le quartier a été construit sur ordre de la société immobilière Inter-Vilvoorde et inauguré en 1982. Plusieurs commerces et services étaient situés dans le centre, mais ils ont de nouveau disparu au début des années 2000. La zone autour de Houthem est devenue très urbanisée et la population se compose désormais principalement de navetteurs vers Vilvorde et Bruxelles.

## Sites touristiques
- La place du village triangulaire ou trieux
- Église Saint-Antoine, petite église en grès blanc de 1770. Il a une statue de Saint Antoine (avec un cochon) de 1775, réalisée par Walter Pompe de Malines . L'orgue date de 1710 et a été presque entièrement reconstruit en 1742 par Gilliam Davit d'Anvers. La caisse d'orgue date de 1710. L'église et l'orgue de Gilliam Davit ont été classés monument en 1975.
- Le Steenblockhoeve est une ferme en forme de U du XVIIIe siècle, dont l'histoire remonte au XVIIe siècle. En 1719, il a été représenté dans le Cartographie de l'abbaye de La Cambre comme un ensemble de bâtiments séparés. La forme en U remonte à la période française, lorsque la ferme est passée en propriété privée. En 1994, il a été classé monument historique. Bien qu'il ait toujours servi de ferme, il a été transformé en hôtel-restaurant en 1997-2000 tout en préservant ses valeurs monumentales.
- Il y a aussi une maison baroque et quelques autres belles fermes, dont une de 1654 .

## Nature et paysage
Houthem est situé dans la région du limon brabançon juste à l'est de la vallée de la Senne .
Bien que Houthem soit situé dans une zone fortement urbanisée, on y trouve aussi une zone rurale. La commune de Vilvorde met tout en œuvre pour préserver les chemins de campagne.
Le Houtembos, forêt du château qui représente une grande richesse écologique, est traditionnellement situé sur le territoire de Houthem. À partir de 2008, elle a été étendue à une superficie de 53 ha, appelée Stadsrandbos. Une partie de celui-ci, le Witte Kinderwandelbos, a été plantée pour compenser la partie abattue du Witte Kinderbos qui, au lendemain de l'affaire Dutroux, avait été plantée le long de la E19 entre Vilvorde et Malines .
Au nord du village, à la frontière avec Eppegem, se trouve la réserve De Bomputten. Cette réserve naturelle de 17 hectares est gérée par Natuurpunt. Le paysage contient d'authentiques cratères de bombes de la Seconde Guerre mondiale qui sont gérés comme un biotope après avoir servi de bassin à boire pour le bétail. De plus, le paysage est dominé par de nombreux saules têtards

## Prestations de service
Le village de Houthem compte quelques commerces du village, comme une boulangerie, un marchand de journaux, une pharmacie et une friterie. Avant, il y avait une boucherie et un supermarché dans le centre du village. Il y a aussi un billet de prêt de la bibliothèque . Il y a deux écoles : «De Biekorf» et «De groene planeet».

## Trafic et transport
Il existe deux lignes de bus: le bus 683 qui relie la gare de Malines à l'aéroport de Zaventem et le bus 287 qui va de Houtem Vierbunderstraat à la clinique de Vilvorde.

## Événements
- Chaque année, une course cycliste pour les cyclistes d'élite est organisée, mieux connue sous le nom de "De Mosselkoers", qui a lieu chaque 2e mardi du mois de juillet.
- Chaque année, deux semaines après Pâques, il y a une foire à laquelle participent presque toutes les associations et commerçants locaux en organisant toutes sortes d'activités.

## Villages à proximité
Elewijt, Peutie, Vilvorde, Eppegem, Weerde, Perk